# Besejos
Besexos (oficialmente San Fiz de Besexos) es una parroquia española del municipio de Vila de Cruces, perteneciente a la provincia de Pontevedra, en la comunidad autónoma de Galicia.

## Historia
Hacia mediados del siglo XIX, el lugar, ya por entonces perteneciente a Carbia, tenía contabilizada una población de 149 habitantes. Aparece descrito en el cuarto volumen del Diccionario geográfico-estadístico-histórico de España y sus posesiones de Ultramar de Pascual Madoz con las siguientes palabras:

BESEJOS (San Pedro Felix de): felig. en la prov. de Pontevedra (10 leg.), dióc. de Santiago (4), part. jud. de Lalin (3), y ayunt. de Carbia (1/2): sit. en la falda occidental del Carrio, con clima bastante sano: comprende los l. ó ald. de Castro, Cruces, Esmoiriz, Iglesia y Pazos que reunen 29 casas de medianas comodidades. La igl. parr. (San Pedro Felix), es anejo de la de San Juan de Cárbia: el térm. confina con el de la matriz y los de Sta. Maria de Oiros y San Pedro de Caneiro: en él se encuentran buenas fuentes que dan origen á varios arroyuelos que fertilizan el terreno, el cual participa de monte arbolado, y de llano de primera calidad destinado al cultivo: los caminos son locales y malos, y el correo se recibe por la estafeta de Chapa. prod.: trigo, centeno, maiz, patatas y algunas legumbres: cria ganado vacuno, caballar, mular, lanar, cabrio y de cerda: caza de perdices, liebres y conejos, y algunas truchas en los riachuelos. pobl.: 28 vec., 149 alm. contr. con su ayunt. (V.)
(Madoz, 1846, p. 293)

En 2022, tenía empadronados 78 habitantes.